# Coccoloba subcordata
Coccoloba subcordata là một loài thực vật có hoa trong họ Rau răm. Loài này được (Bertero ex DC.) Lindau mô tả khoa học đầu tiên năm 1890.